# Resolution 681 des UN-Sicherheitsrates
Die Resolution 681 des UN-Sicherheitsrates ist eine Resolution, die der Sicherheitsrat der Vereinten Nationen in seiner 2970. Sitzung am 20. Dezember 1990 einstimmig beschloss. Nach Erhalt des in der Resolution 672 (1990) von Generalsekretärs Javier Pérez de Cuéllar genehmigten Berichts über die Unruhen am Tempelberg brachte der Rat seine Besorgnis über die Ablehnung der Resolutionen 672 (1990) und 673 (1990) durch Israel zum Ausdruck.
Der Rat verurteilte ferner Israel für seine Entscheidung, die Abschiebung von Palästinensern aus den besetzten Gebieten wieder aufzunehmen, und forderte die israelische Regierung nachdrücklich auf, die Anwendbarkeit der Vierten Genfer Konvention von 1949 zu akzeptieren und sich daran zu halten. Israel sagte, dass sie wegen „Anstiftung zur Gewalt“ abgeschoben wurden.
Die Resolution 681 ersuchte den Generalsekretär ferner, gemäß seiner Empfehlung im Bericht mögliche Maßnahmen zu prüfen, die von ihm, den Hohen Vertragsparteien des Vierten Übereinkommens und dem Internationalen Komitee vom Roten Kreuz im Rahmen des Übereinkommens ergriffen werden können, und dem Rat über den Stand der Beratungen zu berichten. Er forderte den Generalsekretär ferner auf, die Lage in dem Gebiet weiterhin zu beobachten und in der ersten Woche des Monats März 1991 und danach alle vier Wochen Bericht zu erstatten.
Die Resolution wurde während der Spannungen im Zusammenhang mit der Invasion Kuwaits durch den Irak verabschiedet, mit der Saddam Hussein versucht hatte, die Lösung des Kuwait-Problems mit einer Lösung der Palästina-Frage zu verbinden.